# Club athlétique bizertin (football)
Maillots
Actualités
Le Club athlétique bizertin (arabe : النادي الرياضي البنزرتي), plus couramment abrégé en CA bizertin, est un club tunisien de football fondé en 1928 et basé dans la ville de Bizerte.
L'équipe est la première en Tunisie à remporter une coupe africaine, le 3 décembre 1988, au stade olympique d'El Menzah à Tunis.

## Histoire
La création du Club athlétique bizertin remonte au 12 juillet 1928. À l'initiative de cette fondation se trouve un groupe de Tunisiens qui très vite donnent une signification politique à leur démarche. Le CAB, contrairement à d'autres clubs (PFCB), est un club constitués d'Arabes et non d'Européens. C'est ce qui lui vaut des tracasseries administratives de toutes sortes (notamment celles qui tentent d'empêcher la création du club), les autorités du protectorat français suspectant dans cette activité qu'est la gestion d'un club de sport, des intentions plus politiques.
Le premier président du club est Youssef Sfaxi. On trouve dans l'encadrement administratif et l'équipe sportive de l'époque beaucoup de représentants des grandes familles bizertines. C'est en 1936 que l'équipe accède à l'élite (Ligue du Nord), malgré son statut de vice-champion mais, pour des raisons tant administratives que sportives, l'équipe est reléguée en deuxième position à l'issue du championnat de 1937. Le retour du club dans l'élite deux ans plus tard est éclipsé par l'irruption de la Seconde Guerre mondiale. Le football reprend ses droits en 1943. Le club accède au sacre pour la première fois en 1945 et remporte un deuxième titre consécutivement en 1946 puis un autre en 1949. À partir du début des années 1950, le club devient un symbole de résistance au protectorat français et une plateforme pour le nationalisme tunisien, à tel point qu'avant même l'indépendance, le siège du club reçoit la visite du leader nationaliste Habib Bourguiba.
À partir de la fin des années 1960 se met en place une cellule de formation performante qui va donner au club un deuxième âge d'or après celui de la deuxième moitié des années 1940. La jeune génération devient championne de Tunisie en catégorie « minime » en 1968, 1969 et 1971 et en catégorie « cadet » en 1975. Elle remporte la première coupe de Tunisie de l'histoire du club en 1982.
En 1984, le CAB remporte un quatrième titre de champion de Tunisie et son premier titre dans la Tunisie devenue indépendante. Trois ans plus tard, cette génération de joueurs issue de son rang donne au CAB une deuxième victoire en coupe de Tunisie (1987) avant d'être le premier club tunisien à avoir remporté un trophée continental en 1988 : la coupe d'Afrique des vainqueurs de coupe. Le CAB continue d'être un club important jusqu'au milieu des années 1990 puis décline. La formation est toujours là mais les jeunes espoirs sont vite vendus aux plus grands clubs. Malgré tout, le club remporte sa première coupe de la Ligue en 2004. En 2007, le club échappe de justesse à une éventuelle relégation grâce à un entraîneur tunisien, Mokhtar Tlili, qui prend le club en fin de saison, à la place du Brésilien Paolo Rubim, et réussit à maintenir le club en Ligue I alors que le club n'a que 12 points. Le club finit 12e sur 14 avec 25 points.

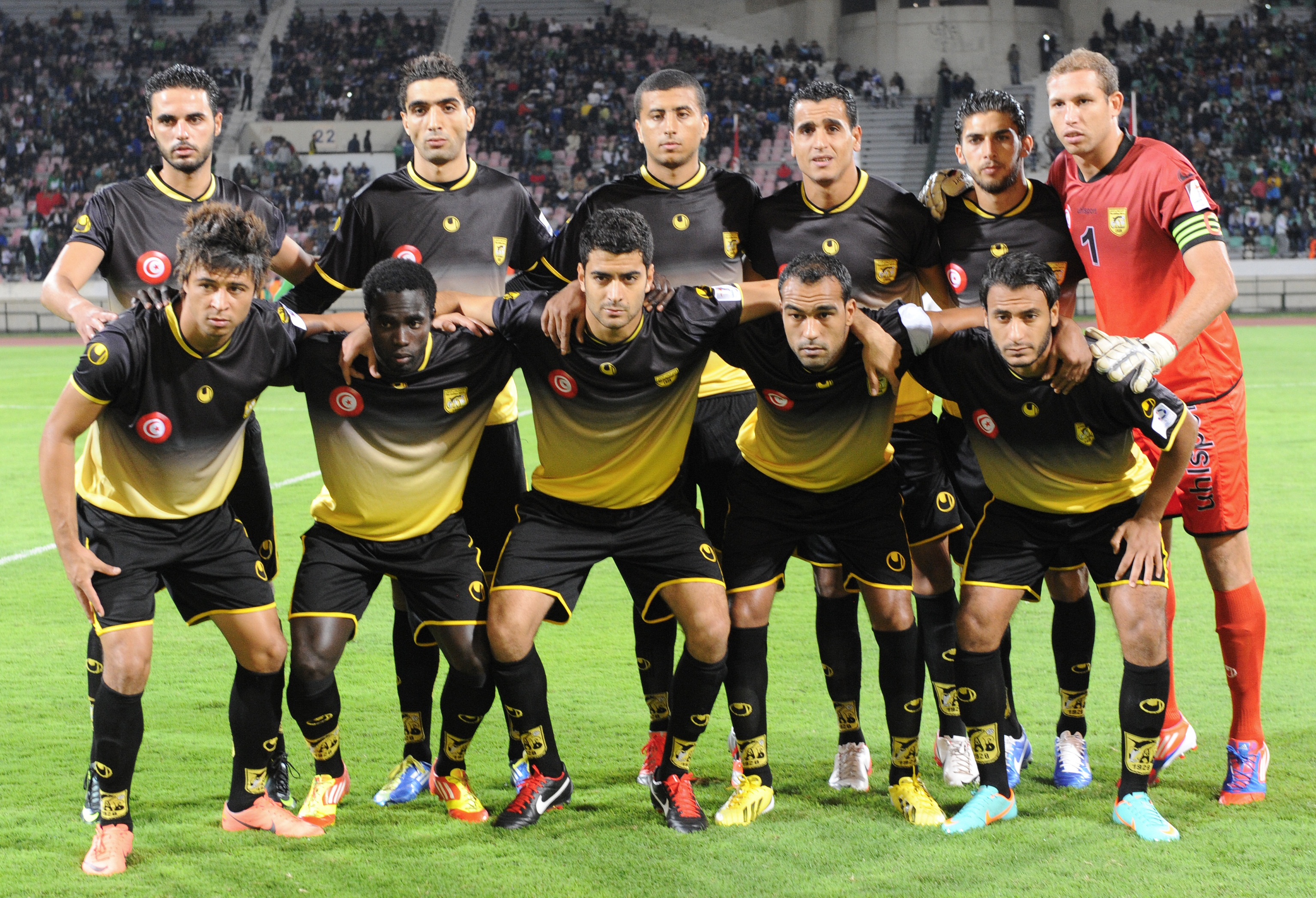
Effectif du CAB en 2012.

Après avoir élu un nouveau président à l'occasion de la saison 2009–2010 (Saïd Lassoued qui l'avait déjà été de 1987 à 1989), l'équipe effectue un bon début de saison (treize points sur quinze) en utilisant de jeunes joueurs comme Wajdi Jabbari ou Farouk Ben Mustapha (capitaine) sous la direction de Larbi Zouaoui comme entraîneur. Cette saison se conclut par une quatrième place, synonyme de retour du club dans les compétitions continentales. À l'occasion de la saison 2010–2011, les supporters élisent un nouveau président, Mehdi Ben Gharbia, un jeune homme d'affaires ; l'équipe achève la saison à la quatrième place du classement. La saison 2011–2012 est marquée par l'arrivée de nombreux joueurs qui évoluent dans le championnat tunisien et des étrangers tels que le Libyen Ahmed Zuway ; l'équipe termine à la deuxième place du classement et se qualifie pour la Ligue des champions de la CAF.
En 2013, l'équipe remporte la coupe de Tunisie pour la troisième fois de son histoire et se qualifie pour la coupe de la CAF.

## Écusson

Logos du Club athlétique bizertin
Logo ancien.
Logo ancien.
Logo ancien.
Logo actuel.
Variante du logo du CAB utilisée par les médias.

## Stade
Le Club athlétique bizertin a longtemps joué ses matchs à domicile au stade du 15-Octobre doté de 16 000 places.

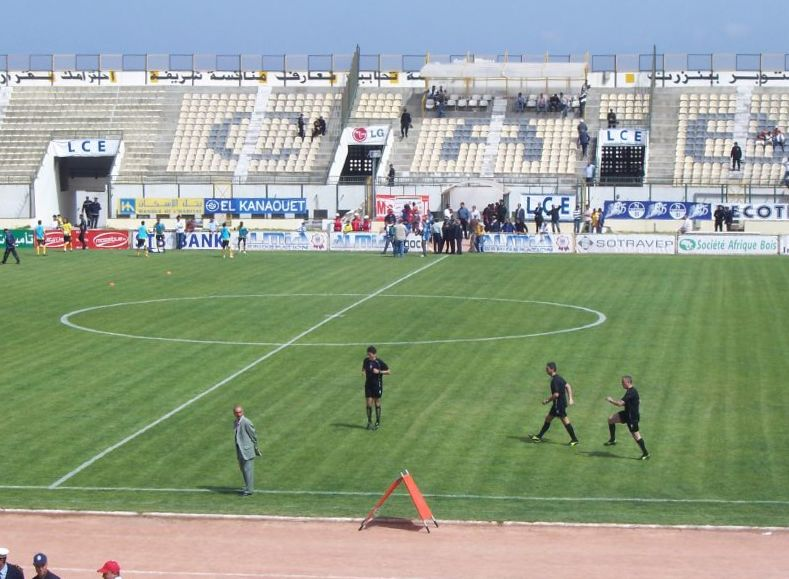
Vue de la pelouse en 2008.
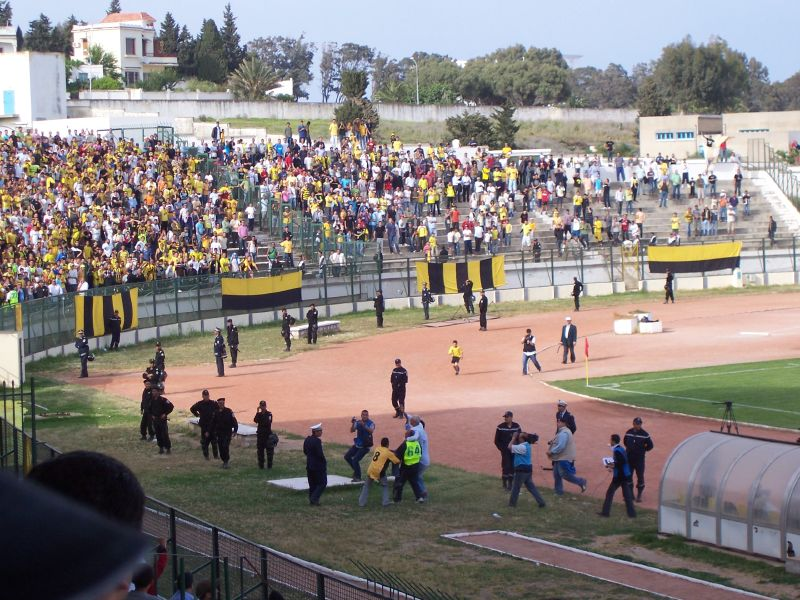
Vue des gradins en 2008.

## Palmarès
| Compétitions nationales | Compétitions internationales                                       |
| - Championnat de Tunisie (4) : - Champion : 1945, 1946, 1949, 1984 - Vice-champion : 1992, 1999, 2012 - Coupe de Tunisie (3) : - Vainqueur : 1982, 1987, 2013 - Finaliste : 1948, 1951, 2007, 2024 - Coupe de la Ligue tunisienne (1) : - Vainqueur : 2004 - Finaliste : 2005 - Supercoupe de Tunisie (1) : - Vainqueur : 1984 - Finaliste : 1987, 2019 - Championnat de Tunisie de deuxième division (2) - Champion : 1963 (poule nord), 1990 | - Coupe d'Afrique des vainqueurs de coupe (1) : - Vainqueur : 1988 |

## Direction

### Présidents
| Pays                  | Nom                   | Période   |
| --------------------- | --------------------- | --------- |
| Drapeau de la Tunisie | Youssef Sfaxi         | 1928-1932 |
| Drapeau de la Tunisie | Salah Makhlouka       | 1932-1934 |
| Drapeau de la Tunisie | Hamda Sfaxi           | 1934-1939 |
| Drapeau de la Tunisie | M. Gerasti[Qui ?]     | 1939-1941 |
| Drapeau de la Tunisie | Néjib Echeikh         | 1941-1944 |
| Drapeau de la Tunisie | Chedly Sfaxi          | 1944-1946 |
| Drapeau de la Tunisie | Hédi Baccouche        | 1946-1949 |
| Drapeau de la Tunisie | Abderrazek Ben Chedly | 1949-1950 |
| Drapeau de la Tunisie | Salah Annabi          | 1952-1953 |
| Drapeau de la Tunisie | Chedly Mechregui      | 1953-1955 |
| Drapeau de la Tunisie | Abdelkrim Ben Cheikh  | 1955-1957 |
| Drapeau de la Tunisie | Hédi Baccouche        | 1957-1958 |
| Drapeau de la Tunisie | Rachid Terras         | 1958-1964 |
| Drapeau de la Tunisie | Abdelmajid Elmia      | 1964-1965 |

| Pays                  | Nom                  | Période   |
| --------------------- | -------------------- | --------- |
| Drapeau de la Tunisie | Ali Maamer           | 1965-1966 |
| Drapeau de la Tunisie | Abdelmajid Elmia     | 1966-1968 |
| Drapeau de la Tunisie | Sadok Bellakhoua     | 1968-1973 |
| Drapeau de la Tunisie | Larbi Mallakh        | 1973-1976 |
| Drapeau de la Tunisie | Kamel Belkahia       | 1976-1977 |
| Drapeau de la Tunisie | M'hammed Belhaj      | 1977-1981 |
| Drapeau de la Tunisie | Mokhtar Tebourbi     | 1981-1982 |
| Drapeau de la Tunisie | Moncef Sifaoui       | 1982      |
| Drapeau de la Tunisie | M'hammed Belhaj      | 1982-1985 |
| Drapeau de la Tunisie | Mohamed Salah Gharbi | 1985-1986 |
| Drapeau de la Tunisie | Hammadi Ben Hammed   | 1986-1987 |
| Drapeau de la Tunisie | Saïd Lassoued        | 1987-1989 |
| Drapeau de la Tunisie | Mohamed Salah Gharbi | 1989-1990 |
| Drapeau de la Tunisie | Hammadi Baccouche    | 1990-1994 |

| Pays                  | Nom                     | Période   |
| --------------------- | ----------------------- | --------- |
| Drapeau de la Tunisie | Mohamed Hédi Bellakhoua | 1994-1996 |
| Drapeau de la Tunisie | Moncef Ben Gharbia      | 1996-1998 |
| Drapeau de la Tunisie | Khaled Saadi            | 1998-1999 |
| Drapeau de la Tunisie | Ali Belgaïed Hassine    | 1999-2000 |
| Drapeau de la Tunisie | Ezzedine Karoui         | 2000-2002 |
| Drapeau de la Tunisie | Hichem Sta              | 2002-2005 |
| Drapeau de la Tunisie | Ahmed Karoui            | 2005-2009 |
| Drapeau de la Tunisie | Saïd Lassoued           | 2009-2011 |
| Drapeau de la Tunisie | Mehdi Ben Gharbia       | 2011-2016 |
| Drapeau de la Tunisie | Abdessalam Saidani      | 2016-2021 |
| Drapeau de la Tunisie | Sami Belkahia           | 2021-2022 |
| Drapeau de la Tunisie | Amir Jaziri             | 2022-2023 |
| Drapeau de la Tunisie | Samir Yacoub            | 2023-     |

### Entraîneurs
| Pays                                                          | Nom                                     | Période   |
| ------------------------------------------------------------- | --------------------------------------- | --------- |
| Drapeau de la Tunisie                                         | Edmond Zerbib                           | 1940-1946 |
| Drapeau de la France                                          | Noël Gallo                              | 1950-1951 |
| Drapeau de la Tunisie                                         | Rachid Turki                            | 1951-1952 |
| Drapeau de la Tunisie                                         | Abdelkrim Ben Cheikh et Bouraoui[Qui ?] | 1954-1955 |
| Drapeau de la Tunisie                                         | Abdelkrim Ben Cheikh                    | 1955-1957 |
| Drapeau de la Tunisie                                         | Mohamed Fatnassi                        | 1957-1958 |
| Drapeau de la France                                          | Noël Gallo                              | 1958-1959 |
| Drapeau de la Tunisie                                         | Salah Dziri                             | 1959-1960 |
| Drapeau de la Tunisie                                         | Héchmi Cherif                           | 1960-1961 |
| Drapeau de l'Italie                                           | Gianni Bonano                           | 1961-1963 |
| Drapeau de la Hongrie                                         | Frank Loscey                            | 1963-1964 |
| Drapeau de la France                                          | Jean Lanne                              | 1964-1965 |
| Drapeau de l'Espagne                                          | Andrada[Qui ?]                          | 1965-1967 |
| Drapeau de la Hongrie                                         | Ferenc Locsey                           | 1967-1968 |
| Drapeau de la République fédérative socialiste de Yougoslavie | Ozren Nedoklan (en)                     | 1968-1971 |
| Drapeau de la Tunisie                                         | Larbi Zouaoui                           | 1971-1973 |
| Drapeau de la Tunisie                                         | Mokhtar Ben Nacef                       | 1973-1974 |
| Drapeau de la République fédérative socialiste de Yougoslavie | Alexander Gzedanovic                    | 1974-1976 |
| Drapeau de la République fédérative socialiste de Yougoslavie | Petar Knezevic                          | 1976-1977 |
| Drapeau de la Tunisie                                         | Larbi Zouaoui                           | 1977-1978 |
| Drapeau de la République fédérative socialiste de Yougoslavie | Alexander Gzedanovic                    | 1978-1979 |
| Drapeau de la République fédérative socialiste de Yougoslavie | Radojica Radojičić                      | 1979-1980 |

| Pays                                                          | Nom                   | Période   |
| ------------------------------------------------------------- | --------------------- | --------- |
| Drapeau de la Tunisie                                         | Taoufik Ben Othman    | 1980-1981 |
| Drapeau de la République fédérative socialiste de Yougoslavie | Radojica Radojičić    | 1981-1982 |
| Drapeau de la Tunisie                                         | Youssef Zouaoui       | 1982-1984 |
| Drapeau de la République fédérative socialiste de Yougoslavie | Dragan Vasiljevic     | 1984-1985 |
| Drapeau de la Tunisie                                         | Larbi Zouaoui         | 1985-1986 |
| Drapeau de la Tunisie                                         | Youssef Zouaoui       | 1986-1987 |
| Drapeau de la Pologne                                         | Ryszard Kulesza       | 1987-1988 |
| Drapeau de la Tunisie                                         | Moncef Melliti        | 1988-1989 |
| Drapeau de la Tunisie                                         | Youssef Zouaoui       | 1989-1992 |
| Drapeau de la République fédérative socialiste de Yougoslavie | Peter Nadovic         | 1992-1993 |
| Drapeau de la Tunisie                                         | Baccar Ben Miled      | 1993-1994 |
| Drapeau de la Tunisie                                         | Youssef Zouaoui       | 1994-1995 |
| Drapeau de la Roumanie                                        | Alexandru Moldovan    | 1995-1996 |
| Drapeau de la Tunisie                                         | Youssef Zouaoui       | 1996-1997 |
| Drapeau de la Tunisie                                         | Mondher Kebaier       | 1997-1998 |
| Drapeau de la France                                          | Hervé Revelli         | 1998-1999 |
| Drapeau de la Tunisie                                         | Amor Dhib             | 1999-2000 |
| Drapeau de la Tunisie                                         | Mondher Kebaier       | 2000-2001 |
| Drapeau du Brésil                                             | José Paulo (en)       | 2001-2002 |
| Drapeau de la Tunisie                                         | Mondher Kebaier       | 2002-2003 |
| Drapeau de l'Algérie                                          | Ali Fergani           | 2003-2004 |
| Drapeau de la Tunisie                                         | Mahmoud Ouertani (en) | 2004-2005 |
| Drapeau de la Tunisie                                         | Nabil Maâloul         | 2005-2006 |

| Pays                  | Nom                     | Période   |
| --------------------- | ----------------------- | --------- |
| Drapeau de la Tunisie | Nejmeddine Oumaya       | 2006-2007 |
| Drapeau de la Tunisie | Ferid Ben Belgacem (en) | 2007-2008 |
| Drapeau de la Tunisie | Mokhtar Tlili           | 2008-2009 |
| Drapeau de la Tunisie | Larbi Zouaoui           | 2009-2010 |
| Drapeau de la France  | Gérard Buscher          | 2010-2011 |
| Drapeau de la Tunisie | Maher Kanzari           | 2011-2012 |
| Drapeau de l'Algérie  | Noureddine Saâdi        | 2012-2013 |
| Drapeau de la Tunisie | Maher Kanzari           | 2013-2014 |
| Drapeau de la Serbie  | Ratko Dostanić          | 2014-2015 |
| Drapeau de la Tunisie | Chiheb Ellili           | 2015      |
| Drapeau de la Tunisie | Ghazi Ghrairi           | 2015      |
| Drapeau de la Tunisie | Youssef Zouaoui,        | 2015-2016 |
| Drapeau de la Tunisie | Maher Kanzari           | 2016-2017 |
| Drapeau de la Tunisie | Walid Ben Thabet        | 2017-2018 |
| Drapeau de la Tunisie | Montasser Louhichi      | 2018-2019 |
| Drapeau de la Tunisie | Nacif Beyaoui (en)      | 2019-2020 |
| Drapeau de la Tunisie | Sofiene Hidoussi        | 2020-2021 |
| Drapeau de la Tunisie | Mohamed Azaiez          | 2021-2022 |
| Drapeau de la Tunisie | Karim Touati            | 2022-2023 |
| Drapeau de la Tunisie | Maher Kanzari           | 2023-2024 |
| Drapeau de la Tunisie | Imed Ben Younes         | 2024      |
| Drapeau de la Tunisie | Sami Gafsi              | 2024      |
| Drapeau de la Tunisie | Sofiene Hidoussi        | 2024-     |

## Effectif

### Joueurs emblématiques
- Fathi Belkahia
- Abdelhamid Ben Brahim
- Mokhtar Ben Nacef
- Mohamed Habib Benfrej
- Mahrez Neffati
- Houcine El Bez
- Mounir El Bez
- Boubaker Haddad
- Driss Haddad
- Kassen Hassouna
- Ridha Gabsi
- Mohsen Gharbi
- Noureddine Guedda
- Badreddine Guerfali
- Moustapha Haj Kacem
- Ghazi Limam
- Noureddine Loukil
- Abdeljelil Mahouachi
- Mondher Mokrani
- Ibrahim Zaghouani
- Youssef Zouaoui
- Arbi Zouaoui
- Ahmed Zouaoui
- Mondher Almia
- Arbi Baratli
- Hamda Ben Doulet
- Mansour Shaiek
- Ezzeddine Bensaïd
- Ahmed Bourchada
- Salah Challouf
- Yassine Dziri
- Lotfi Elmay
- Khaled Gasmi
- Adel Smirani
- Abdelkader Bellahsen
- Hichem Essid
- Mourad Gharbi
- Khaled Mrad
- Mohamed Khan
- Massamesso Tchangaï
- Mohamed Kader
- Mokhtar Trabelsi
- Ahmed Souissi
- Hosni Zouaoui
- Rashidi Yekini
- Moez Ben Thabet
- Hamza Baghouli
- Hassen Béjaoui
- Souheil Ben Radhia
- Marcos dos Santos
- Lamjed Chehoudi
- Wajdi Jabbari
- Zied Laroussi
- Hamdi Marzouki
- Youssoupha Mbengue
- Ikbal Rouatbi
- Mohamed Sylla
- Karim Touati
- Bilel Yaken
- Walid Yeken